# Challenger de Buenos Aires 2023
Il Challenger de Buenos Aires 2023 è stato un torneo maschile di tennis professionistico giocato sulla terra rossa. È stata la 12ª edizione del torneo, facente parte della categoria Challenger 100 nell'ambito dell'ATP Challenger Tour 2023. Si è giocato al Racket Club di Buenos Aires, in Argentina, dal 9 al 15 ottobre 2023.

## Partecipanti

### Teste di serie
| Nazionalità | Giocatore                  | Ranking* | Testa di serie |
| ----------- | -------------------------- | -------- | -------------- |
| Argentina   | Federico Coria             | 83       | 1              |
| Argentina   | Juan Manuel Cerúndolo      | 102      | 2              |
| Argentina   | Facundo Díaz Acosta        | 106      | 3              |
| Cile        | Marcelo Tomás Barrios Vera | 108      | 4              |
| Rep. Ceca   | Vít Kopřiva                | 114      | 5              |
| Cile        | Alejandro Tabilo           | 120      | 6              |
| Argentina   | Francisco Comesaña         | 126      | 7              |
| Regno Unito | Jan Choinski               | 127      | 8              |

* Ranking al 25 settembre 2023.

### Altri partecipanti
I seguenti giocatori hanno ricevuto una wild card per il tabellone principale:
- Román Andrés Burruchaga
- Federico Delbonis
- Juan Pablo Ficovich

Il seguente giocatore è entrato in tabellone come special exempt:
- Andrea Pellegrino

Il seguente giocatore è entrato in tabellone come alternate:
- Guido Andreozzi

I seguenti giocatori sono passati dalle qualificazioni:
- Juan Bautista Torres
- Marco Trungelliti
- Renzo Olivo
- Gonzalo Villanueva
- Murkel Dellien
- João Lucas Reis da Silva

Il seguente giocatore è entrato in tabellone come lucky loser:
- Gastão Elias

## Punti e montepremi
| Torneo    | Torneo              | V      | F      | SF    | QF    | 2T    | 1T    | Q | Q2  | Q1  |
| Singolare | Punti               | 100    | 60     | 36    | 20    | 9     | 0     | 5 | 2   | 0   |
| Singolare | Premi in denaro ($) | 17,650 | 10,380 | 6,140 | 3,570 | 2,105 | 1,270 | – | 635 | 320 |
| Doppio    | Punti               | 100    | 60     | 36    | 20    | –     | 0     | – | –   | –   |
| Doppio    | Premi in denaro ($) | 7,590  | 4,400  | 2,645 | 1,570 | –     | 880   | – | –   | –   |

## Campioni

### Singolare
Mariano Navone ha sconfitto in finale  Federico Coria con il punteggio di 2–6, 6–3, 6–4.

### Doppio
Diego Hidalgo /  Cristian Rodríguez hanno sconfitto in finale  Fernando Romboli /  Marcelo Zormann con il punteggio di 6–3, 6–2.